# スーパー耐久

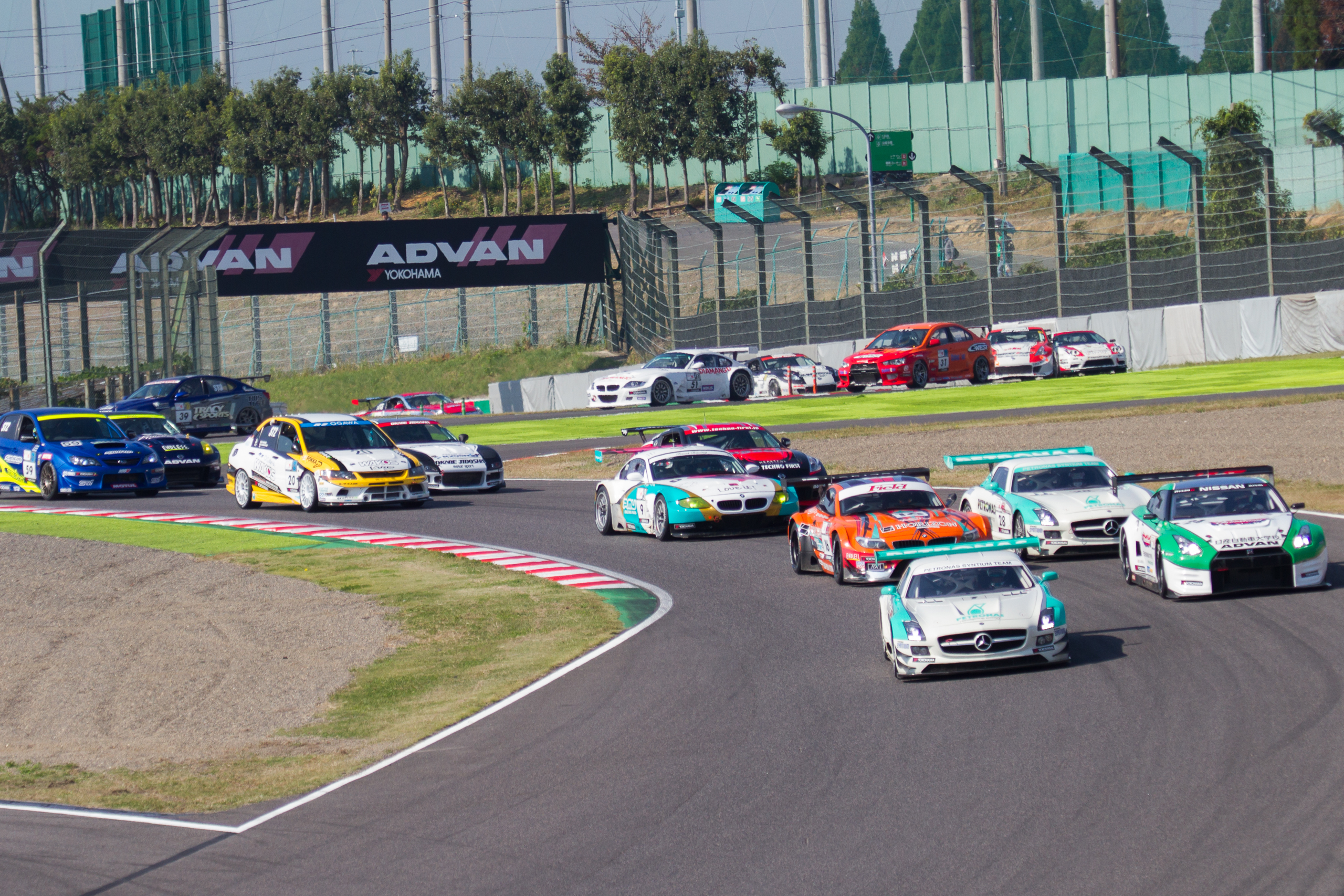
2012年鈴鹿300km

スーパー耐久（スーパーたいきゅう）は、日本国内で行われる自動車レースの1カテゴリ。市販の四輪車両に改造を施したマシンで勝敗が争われる。

## 概要

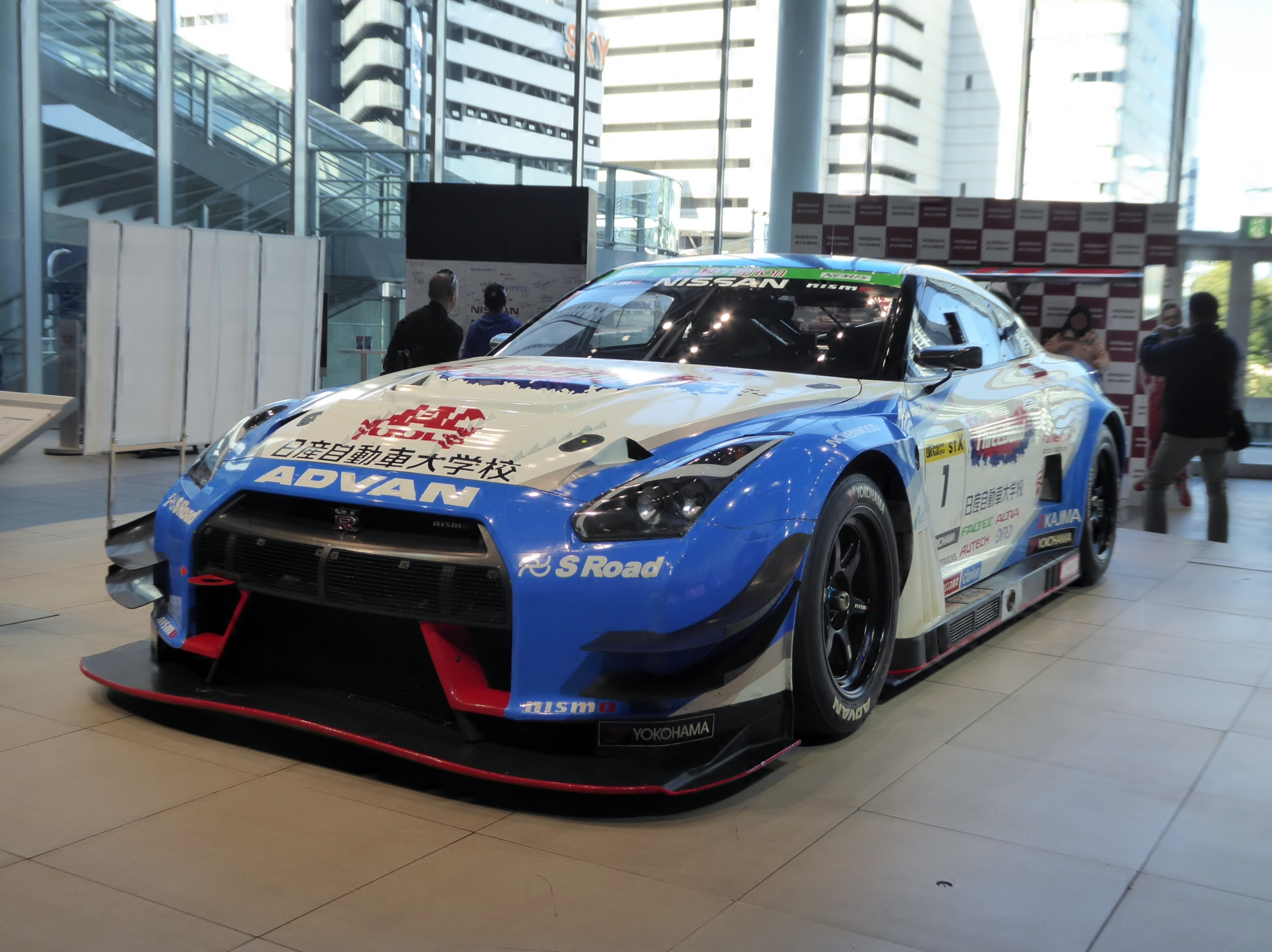
ST-Xクラスのスリーボンド日産自動車大学校GT-R

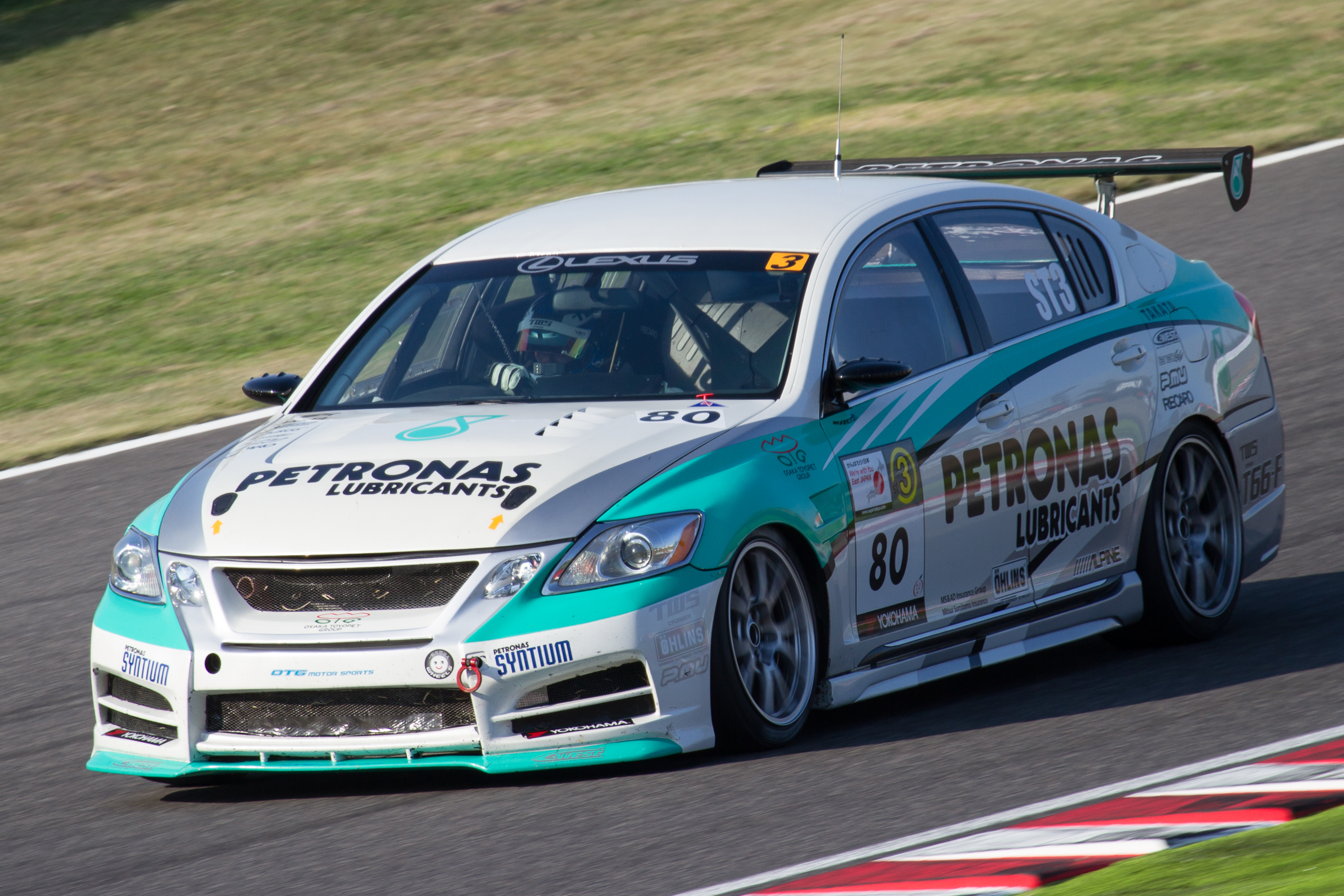
ST-3クラスのペトロナスTWS GS350

市販車を改造した車両によって行われるツーリングカーレースである。
類似のレースにSUPER GTがある。SUPER GTではレース専用に製造されたマシンや市販車から大幅な改造を施したマシンが主流であるのに対し、スーパー耐久のクラスの多くは市販車に小規模の改造を施したマシンが主流である。ただし、近年はスーパー耐久でもグループGT3やTCRでは、市販車が大規模に改造した車両が参加できるようになっている。
SUPER GTに比べると、個人規模のプライベーターチームが数多く参戦していることが特徴である。自動車メーカー系（ワークス・チーム）も参加するが、勝敗より人材育成や車両開発が目的として参加することが多い。
車両クラスが多く車種のバラエティに富む事から「偉大なる草レース」の別名がある。「S耐」（えすたい）の略称で知られている。
車両規定は日本自動車連盟（JAF）の定めるJAF-N1を基本とし、ベースとなる車両はFIA/JAFグループNまたはAとして公認されているか、JAF登録車両またはSTOが認めた車両として登録されていなければならない。市販エアロパーツやレース用ブレーキの装着を認めていることなどから、現状ではJAF-N1には合致せず、JAF-NE（定義されない車両）として独自の車両規定で開催されている。
ST2～ST5クラスで許される改造範囲は狭く、市販車に近い状態で参加することになる。例えば以下のようなルールがある。
- エンジンは基本的に純正品のまま使用しなければならない。
- エアクリーナーボックスからエンジンまでの吸気パーツ、およびエンジン直後のエキゾーストマニホールドは、純正品に最低限の加工を行ったものしか使用できず、スロットル径の変更などは認められない。
- サスペンションは、ダンパー、スプリング、スタビライザー及びブッシュ類の変更のみ。市販車両に対し異なるサスペンション形式への改造や、純正品以外のアーム類への変更は禁止される。
- 車体の加工は禁止される。ただし、安全装置やレースに不可欠な装置（無線機器など）を取り付けるための加工を除く。
- 外装への空力パーツの装着が認められているが市販品に限られ、特注品や著しく高価なものは使用できない。

なお、安全面の観点から車体の補強は一定範囲で認められている。ロールケージを装着できる他、車体に溶接によるスポット増しを行える。
レース形式は500kmまたは規定時間（通常3-4時間だが、2018年には10年ぶりに24時間レースも開催）内の周回数による耐久レースである。2-3名（24時間レースのみ最大6名まで）のドライバーによる走行と、最低2回のピットストップを行わなければならない。500kmレースの場合、レース時間は3-4時間にも及び、F1やフォーミュラ・ニッポンが通常2時間以下、SUPER GTが2-3時間程度であることと比べ、長時間のレースである。
スーパー耐久の特徴的なルールとして、そのためF1などの他のモータースポーツで行われるような人海戦術によるピット作業を禁止する規定がある。ピットストップではタイヤ交換は2名、その他の作業は4名までしか携われない。このルールは、資金や人員が豊富なワークスチームとそうでないプライベーターチームの格差を減らし、互角の条件で戦うために設けられている。

## 沿革

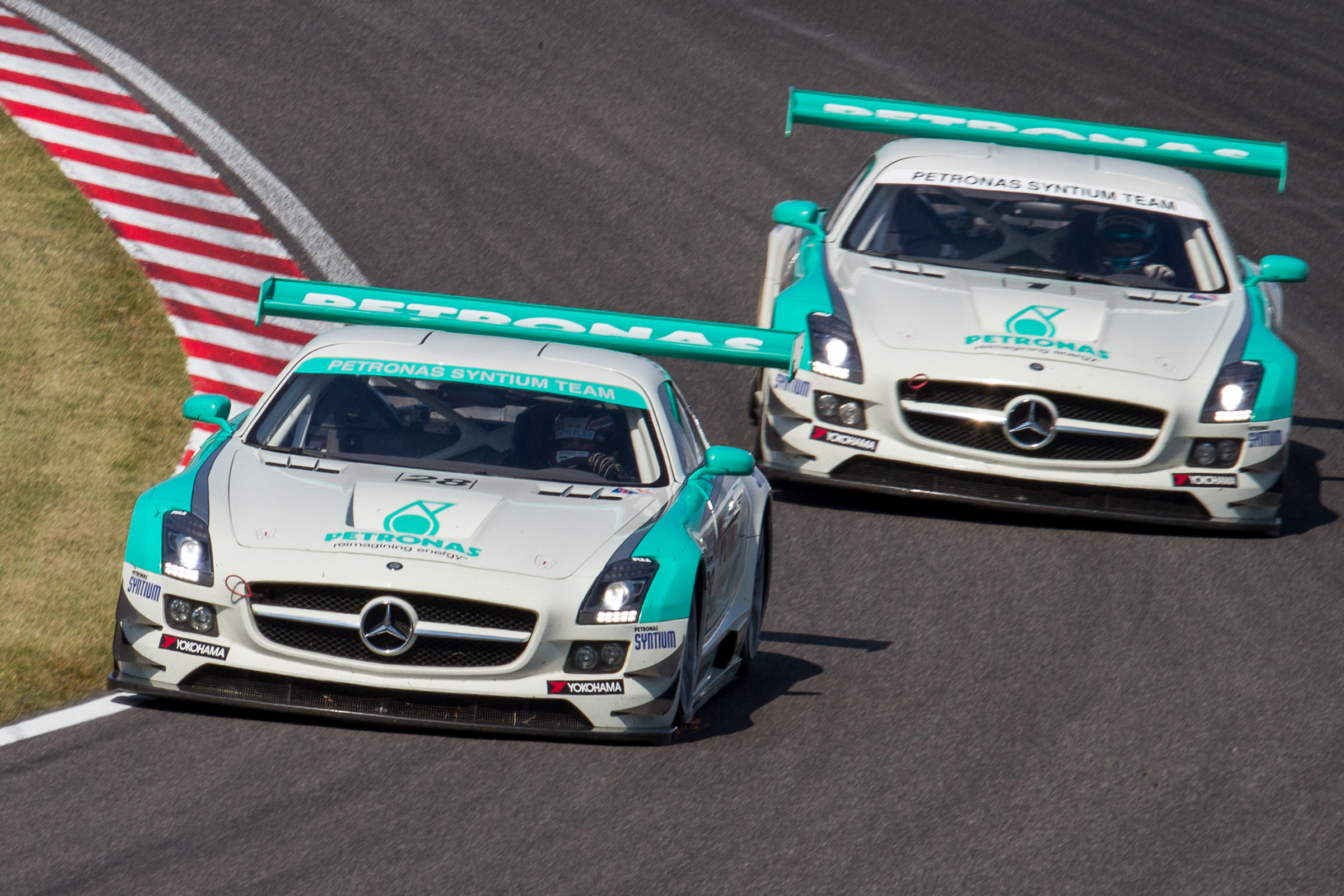
ペトロナス・シンティアム・メルセデスSLS AMG GT3

1985年にスタートした筑波サーキットの「ナイター耐久レース」がルーツとされており、1990年に発足した「N1耐久シリーズ」が直接の前身となる。N1耐久シリーズ当時は、FIAの定めるグループN規定に準拠したJAF制定「N1」規定に属する車で争うシリーズとして開催されており、参加するドライバーもアマチュアとプロの中間レベルのドライバーがメインだった。
しかし、1994年に全日本ツーリングカー選手権がグループA車両による耐久レース（JTC）からTouring car ClassII（2,000cc 自然吸気エンジンの4ドア車両、後にグループSTに改名）車両によるスプリントレース（JTCC）に移行した以降、JTCに参戦していたトップドライバーやチームがN1耐久に参戦するようになり、レースのレベルが大きく上昇し始めた。
1995年に、耐久レースという過酷な状況に多くの市販車が対応できるよう、ウィークポイントをカバーする改造（オイルクーラーの追加等）を認めたことから「N1を超えるN1」という意味でシリーズの名称を「スーパーN1耐久」と改称。
1998年に「市場の活力をレースに取り込もう」という発想から、市販エアロパーツの装着を可能にする等、自動車アフターマーケットとの連動を主眼とするレギュレーション改正を行った結果、便宜上「N2」規定へ移行したためシリーズ名称から「N1」の文字を外し、現在の「スーパー耐久」に再度改称した。
2002年には、レースに参加するチーム（エントラント）で構成される「N1リーグ」とレースプロモーター、サーキットで構成される「スーパー耐久協会」との対立が表面化。一部のスポーツ新聞では「内紛」のタイトルで対立の表面化が報じられたが、その後両者の話し合いによって、新たなシリーズ統括組織として「スーパー耐久リーグ（STL）」が発足。それまでは主催者側のみで構成されていた連合組織に、この時からエントラント側（N1リーグ）の代表者が加わることになった。
2005年にはSTLの内部機構改革に伴い、組織名称を「スーパー耐久機構（STO）」と改めた。また同年、チーム（エントラント）団体である「N1リーグ」の代表者選出方法をチームからの推薦に変更、新たな代表者が選出され、新体制となった。その翌年である2006年からは新体制の組織名称をN1リーグから「スーパー耐久エントラントリーグ（STEL）」に改め、アマチュアリズムに徹したエントラント支援組織とした組織骨子の原点回帰を行った。なお、あくまでもSTOはシリーズの統括組織、STELはエントラントの支援組織である。
2000年代後半に入ると海外進出を念頭に置いた動きが目立ちはじめ、2007年9月には韓国の太白レーシングパークからの招待を受ける形で、12チームが同サーキットで行われる韓国チームとの特別戦に参加した。そして2010年にはノンタイトル戦（Special Stage）という形で、初の海外戦をマレーシア・セパンサーキットで行う予定だったが、諸般の事情により中止となった。2011年も「Asia Round」として、韓国・中国で3戦を行う予定が組まれていたが、東北地方太平洋沖地震の影響によりレース日程が大幅に変更され、最終的に福島第一原子力発電所事故の影響も受けた結果全戦が中止となっている（詳細は後述）。この年より、ヨコハマタイヤのワンメイクとなった。
2012年は新たな試みとして、ST-GT3クラスについてのみ第4戦を選択制とした。同クラスのエントラントは、岡山国際サーキットでの通常のシリーズ戦以外に、その1週間後にセパンサーキットで行われる12時間耐久レースでもシリーズポイントを獲得できるとされた。2013年はインジェ・スピーディウム（韓国）でシリーズ戦が開催された（大鵬湾国際サーキット（台湾）については、現地オーガナイザーとの交渉が不調に終わり中止）。
2012年第5戦ではスーパー耐久初の死亡事故（OSAMU選手）が発生したため、これを踏まえ、2013年からはHANS
（頭部前傾抑制デバイス）を着用するレギュレーションが採用された。
2018年からタイヤ供給元がピレリに変更され、シリーズ名も「ピレリ・スーパー耐久シリーズ」となった。
2019年からは新たにアジア地域をターゲットとした「スーパー耐久アジア」を発足させる。スーパー耐久のアドバイザーでもあるアレックス・ユーン、マーチー・リーの2人が中心となり、香港に事務局を置き、アジアのエントラントに対するレギュレーションや参戦方法などの案内を行うほか、将来的には日本国外でのスーパー耐久のレース開催も予定している。
2021年からはワンメイクタイヤの供給元がハンコックタイヤに、シリーズ名が「スーパー耐久シリーズ Powered by Hankook」に変更される。
2022年からはENEOSがシリーズスポンサーとなり「ENEOS スーパー耐久シリーズ Powered by Hankook」となった。
2024年より、ワンメイクタイヤの供給元がブリヂストンに変更される予定だったが、2023年3月にハンコックタイヤの大田工場で火災が発生し、レースに必要な数のタイヤを供給する目処が立たなくなったため、急遽予定を繰り上げ、2023年の第2戦（富士24時間レース）よりブリヂストンがタイヤ供給を行うことになった。第2戦ではドライタイヤはブリヂストン、ウェットタイヤはハンコックという形となるが、第3戦からは正式にブリヂストンが公式タイヤサプライヤーとなる。シリーズ名称は「ENEOS スーパー耐久シリーズ Supported by BRIDGESTONE」に変更。
2024年、新運営組織・一般社団法人『スーパー耐久未来機構（STMO）』を設立。理事長にトヨタ自動車会長・豊田章男が、レーシングドライバー「モリゾウ」の立場で就任した。ただし当面は、従来のSTO事務局がそのままシリーズ運営を続行し、STO事務局長の桑山晴美も副理事長として残留する。

## クラス分け
スーパー耐久は排気量や駆動方式により複数のクラスに分けてシリーズが展開される。なおガソリンエンジン搭載車のターボ装着車については排気量に対しターボ係数として1.7を乗じた値をクラス分けに適用する（例：排気量2,000ccターボのランサーエボリューションは2,000cc（排気量）×1.7（ターボ係数）＝3,400ccをクラス分けの基準とする、この場合はST2クラスとなる。ディーゼルターボの場合は排気量そのまま）。
以前純粋な2座席車両での参戦は不可で、特認を受ければ参戦可能、しかし車両価格が1200万を超える車両には特認が発行されないというルールがあったが、2019年以降このルールは廃され、2座席以上の車と規定され直している。現在特認が必要になっているのは、JAF、SRO、FIA、WSCの公認を受けていない車両（911カップカーやR8カップカー、及びJAF登録前のシビック等）と、大幅に減少している。2021年にST-1でデビューしたKTM・X-BOW GTXは2座席かつ高額車（約3000万）ということで、今までのルールでは参戦出来なかった車両となっている。
2021年より一部クラスでプロトタイプ車両の参戦が認められるなど（後述）、各自動車メーカーのスポーツカー開発陣の有志たちによる、ワークスに近い参戦体制のチームも見られるようになっている。
STOの特認を受けることで、レースバージョンでの参加（例：ポルシェ911 JGN）や、本来の排気量や駆動方式によるクラス分けに該当しないクラスへの参戦（具体例は後述）も認められることがあり、その結果同一の車種が複数のクラスにまたがって参戦する場合もある。
2005年よりクラス名称が改められ、従来「クラス1-4」と呼ばれていたクラスが「ST1-4」、「グループN+」と呼ばれていたクラスが「ST5」にそれぞれ改められた。また2006年にはST5の代わりに2,000cc以下の2座席スポーツカーを対象とした「ST-スポーツクラス（ST-S）」が新設されたが、実質的に同年限りで消滅している。
2010年には「ST5」の名称で、新たに1,500cc以下の車を対象としたクラスが設けられた。また2011年からは、新たに国際自動車連盟（FIA）の「グループGT3規定」に基づいた新クラス「ST-X」（2012年・2013年シーズンの名称はGT3クラス）が設けられるほか、ワンメイクレースの開催支援クラスとなる「ST-A」クラスが新設されたが、ST-Aは2013年限りで消滅した。2017年には後述する「ST-TCR」及び「ST-Z」クラスが新設されたほか、2021年には「ST-Q」クラスも加わり、2021年時点では「ST1/2/3/4/5/X/TCR/Z/Q」の全9クラス制となっている。
ドライバーについては2022年度まではSUPER GTやスーパーフォーミュラ参戦者を「プラチナドライバー」として区分、一部クラスでの乗車時間規定が設けられていたが、2023年度よりST-Q以外の全クラスにて「Aドライバーを60歳以上、もしくはスーパー耐久が認めたジェントルマンドライバー」を採用、Aドライバーが一定時間以上を走行という形になり、プラチナドライバー区分及び乗車時間制限が廃止された。
なおスポーツランドSUGOなど一部のサーキットでは、全クラスを混走とするとコース上の混雑が激しくなる等の理由で、上位クラスと下位クラスを別グループとし、午前と午後もしくは2日間に分けてグループ毎に決勝レースを行う場合がある。

### 現在のクラス

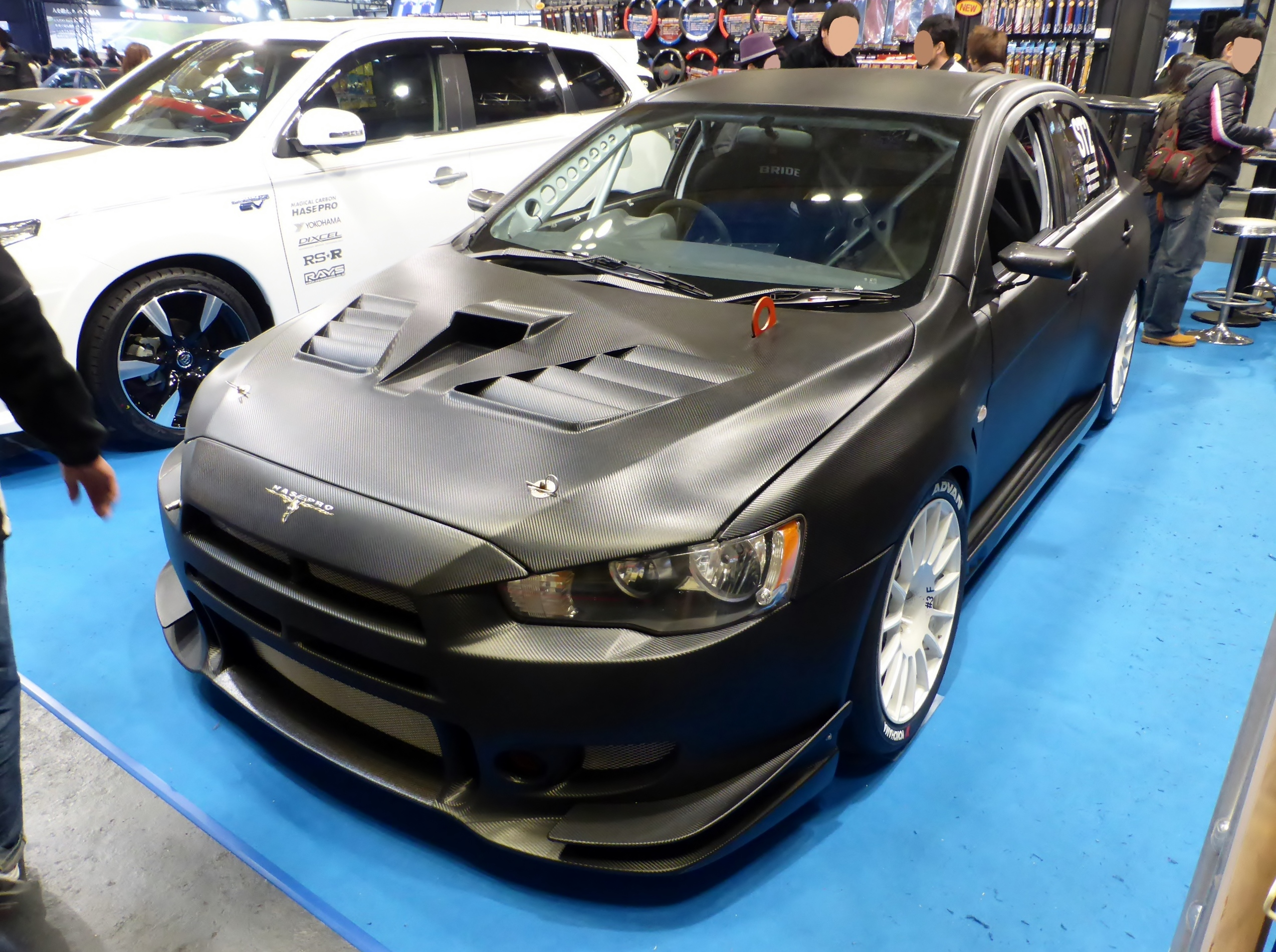
ST-2車両の例 ミラボエボX

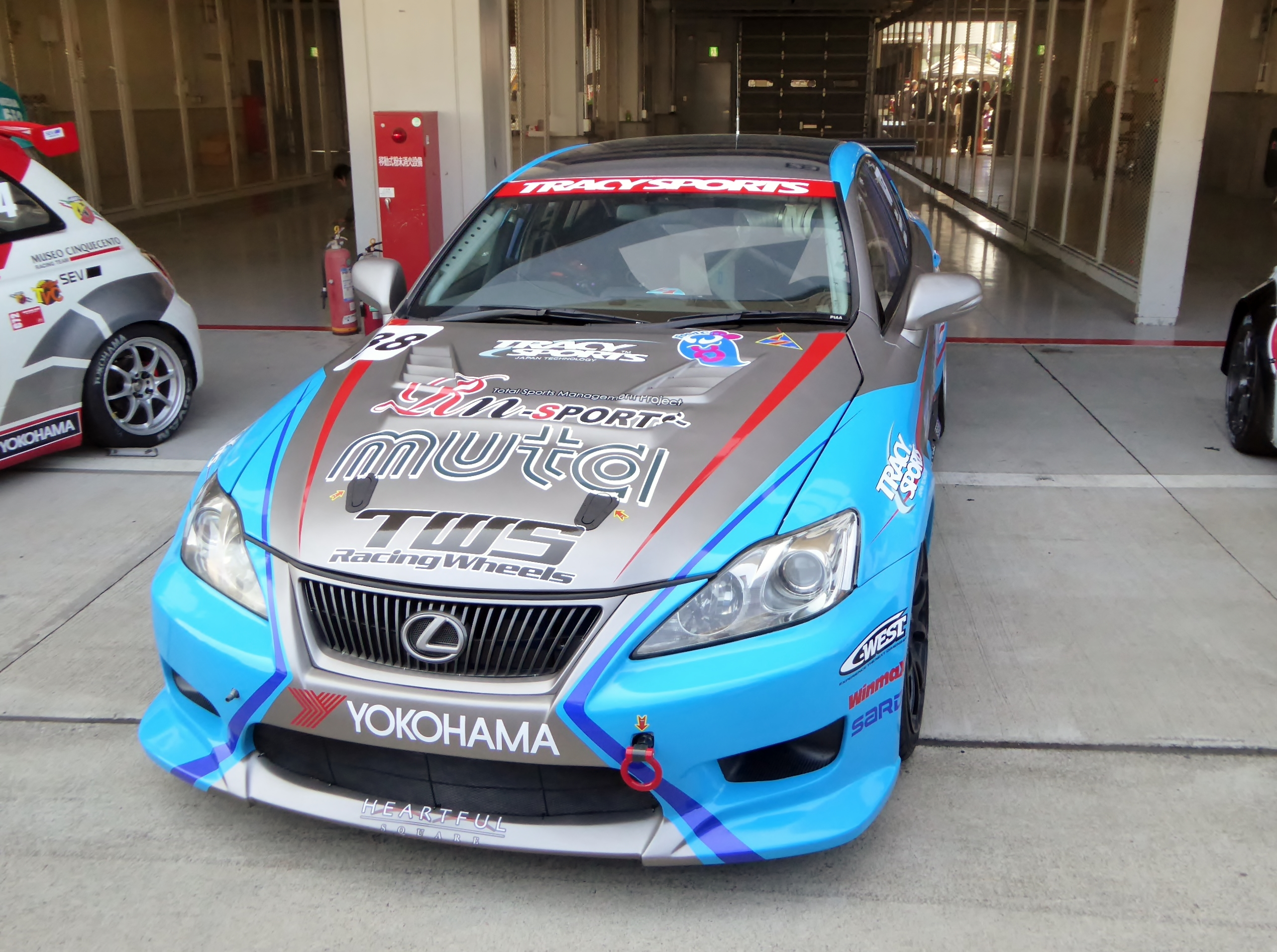
ST3クラス車両の例 Muta Racing TWS IS350
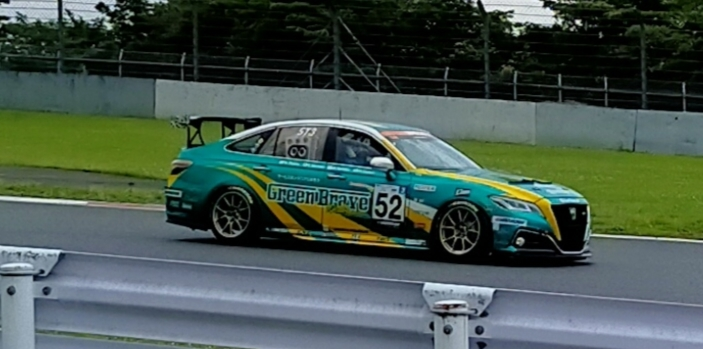
ST3クラス車両の例 埼玉トヨペットGBクラウンRS

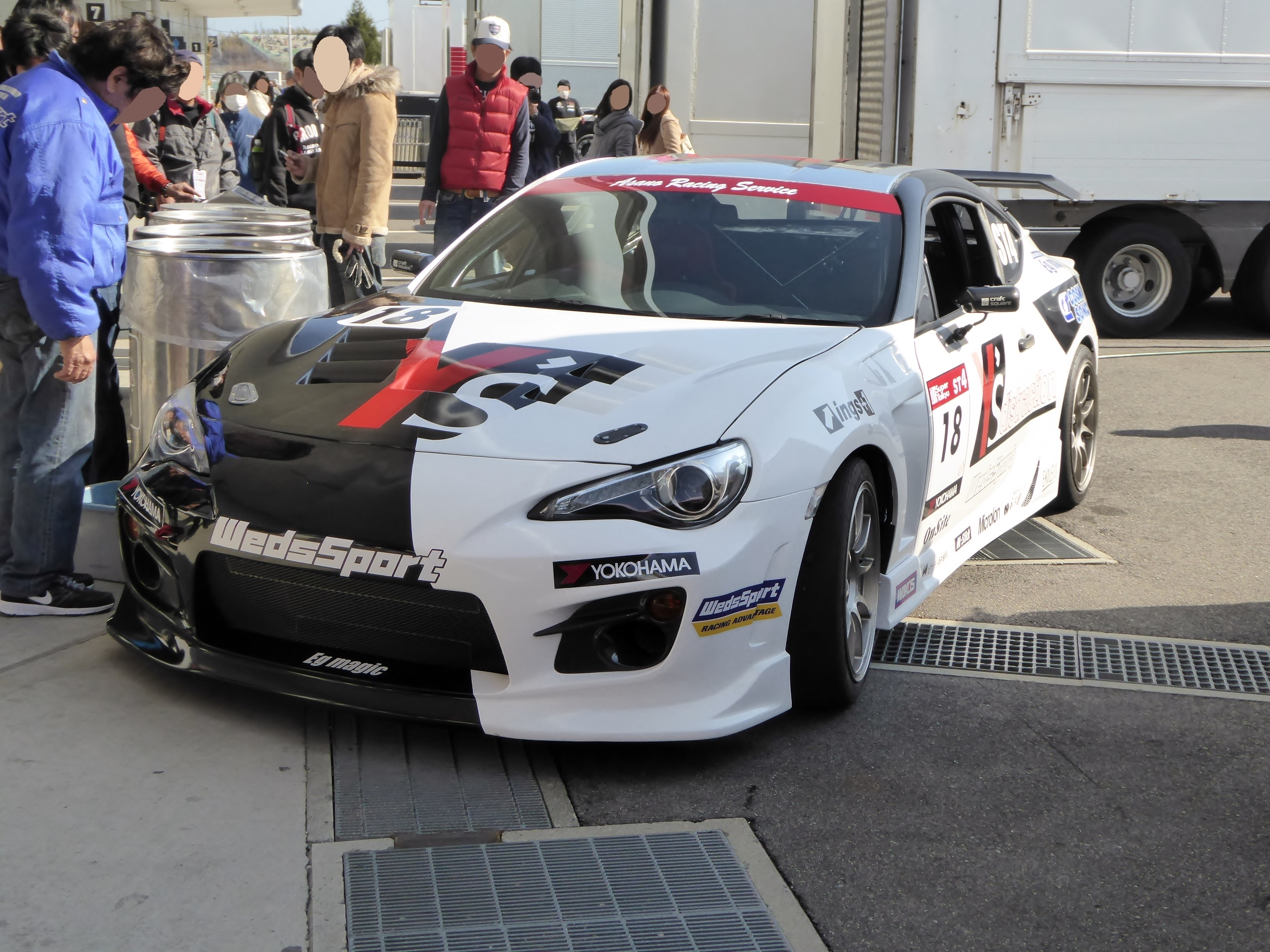
ST4車両の例 Y's distraction 86
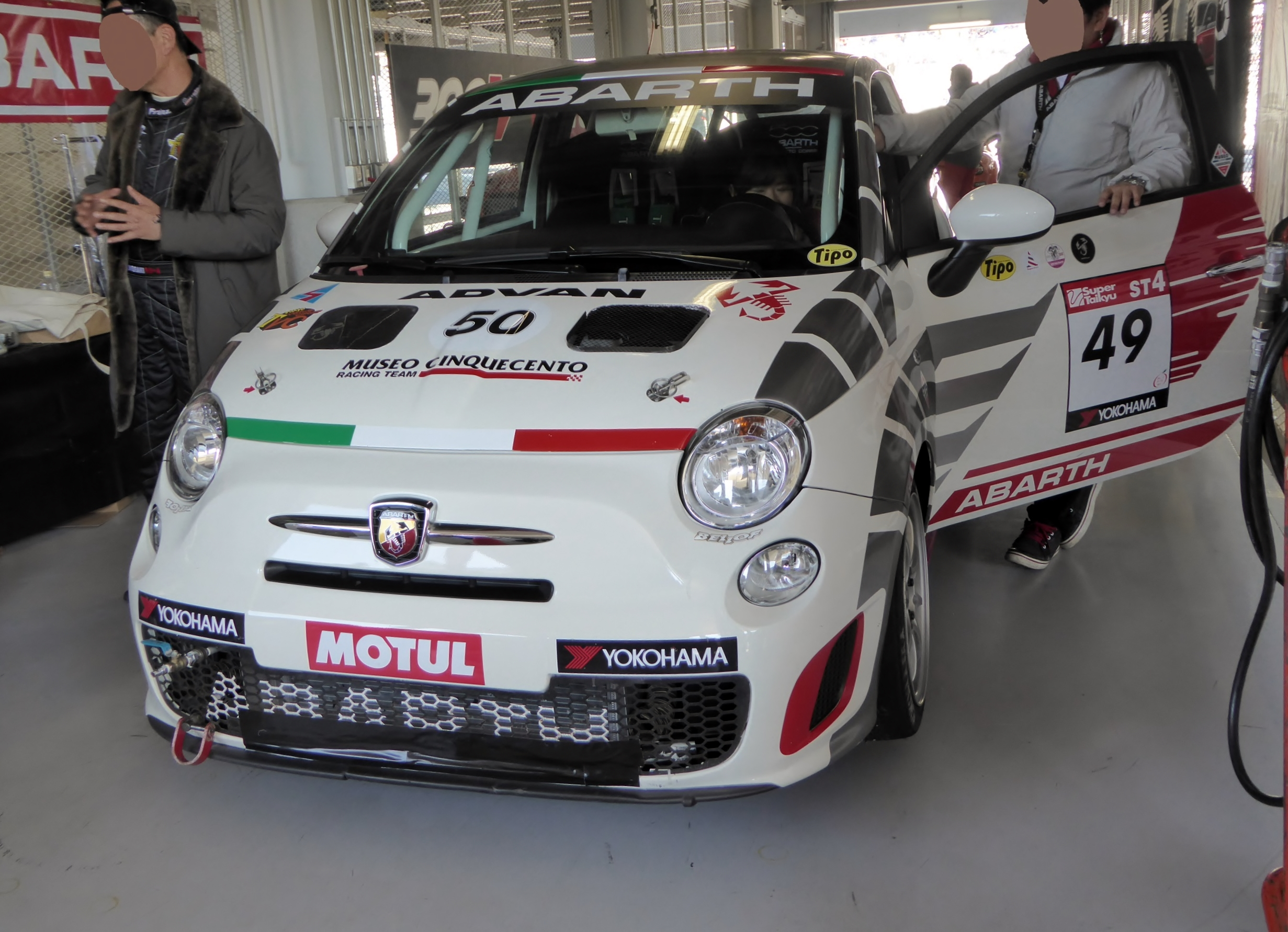
ST4車両の例 ABARTH 695 Asseto Corse
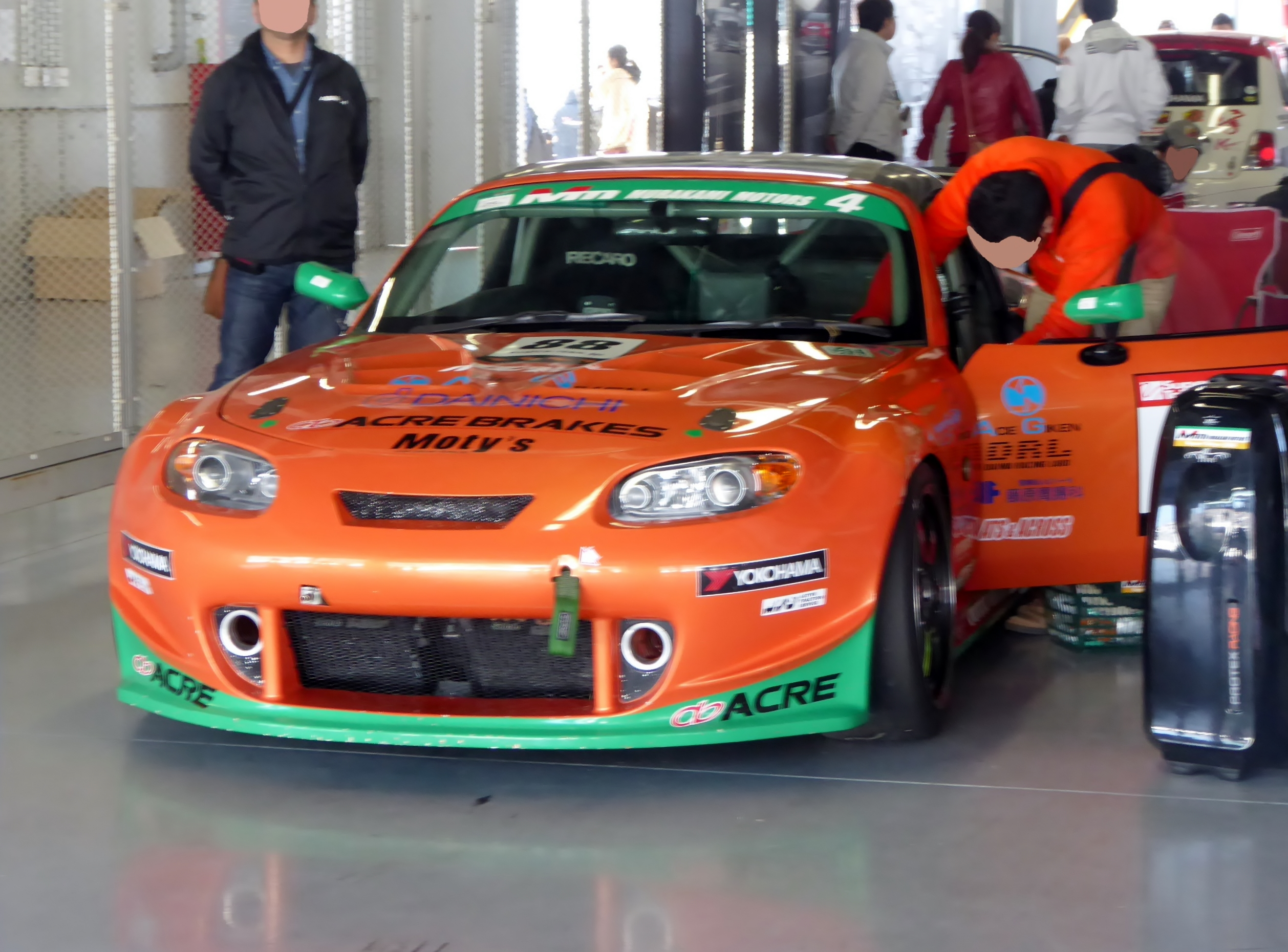
ST4車両の例 村上モータースMAZDAロードスター
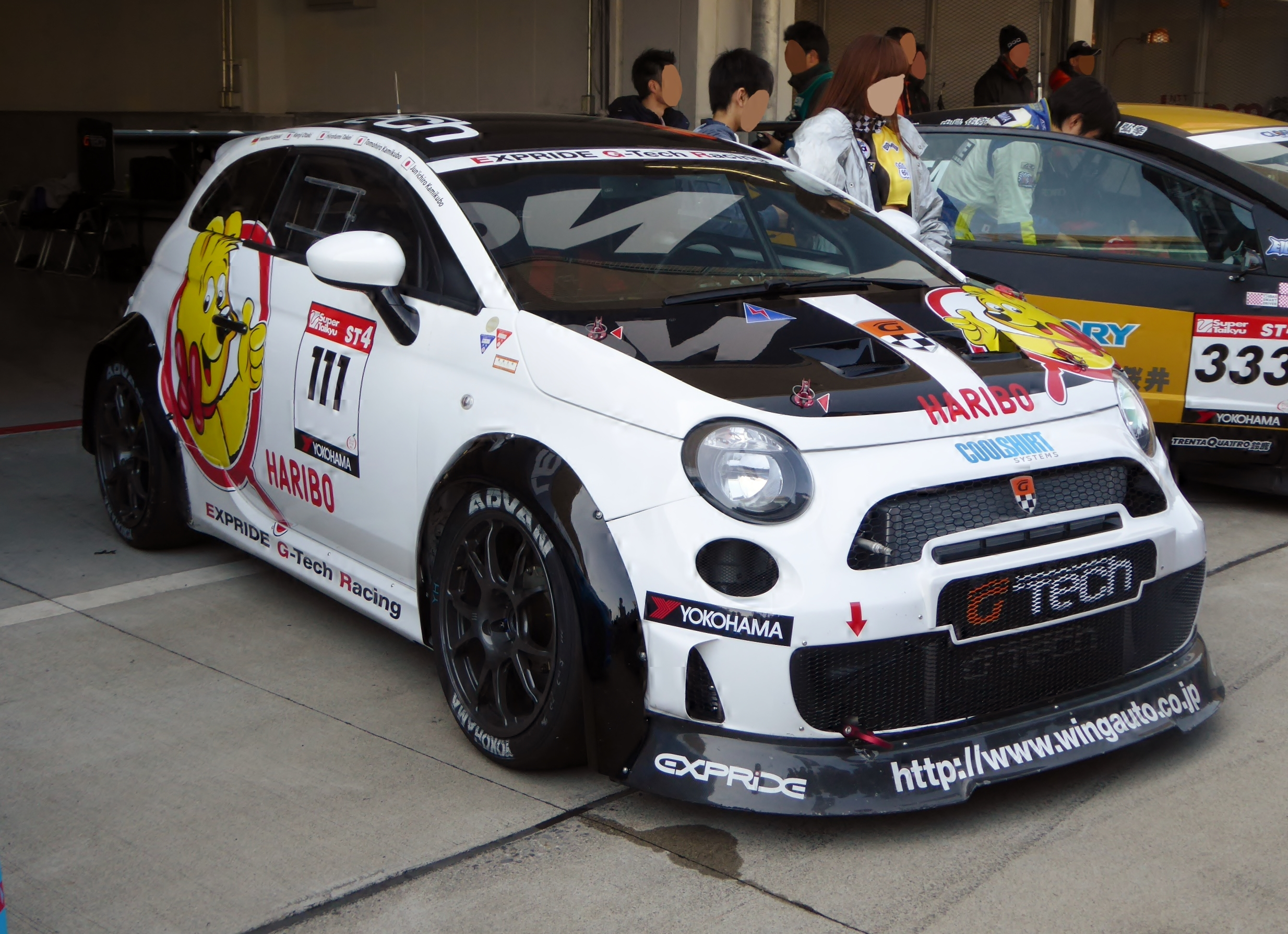
ST4クラス車両の例 EXPRIDE G-Tech Sportster GT/R

ST-X
前述の通り、グループGT3規定に準拠したクラス。準拠というのは公認期間中の車だけでなく、公認期間が終了した車両であってもエントリーが可能となっている。2012年及び2013年は「ST-GT3」の名称だったが2014年に再び「ST-X」に名称変更された。総合優勝争うクラスは主にST−Xクラスを指しクラス最上位である。
2011年シーズン（クラス名称は「ST-X」）は賞典の設定がない形で行われたが、一ツ山レーシングのアウディ・R8 LMSが第3戦まで出場したのみで、第4戦以降は参戦車両がゼロになった。2012年（クラス名称は「ST-GT3」）にはKONDO Racingが日産・GT-R NISMO GT3を投入して徐々に活況を呈している。GT3カーはSUPER GTにも出場可能な事から、世界的に成功しているGT3レースと比べると参加台数こそ多くはないが、2025年現在の参加車両はレクサス・RC F GT3やポルシェ911 GT3 R、メルセデスAMG GT3、アウディ・R8　LMS、アストンマーティン・ヴィンテージGT3、日産・GT-R NISMO GT3など、バリエーションも徐々に増えてきている。過去にはフェラーリ・488 GT3やホンダ・NSX GT3、マクラーレン・720S GT3等も参戦していた。

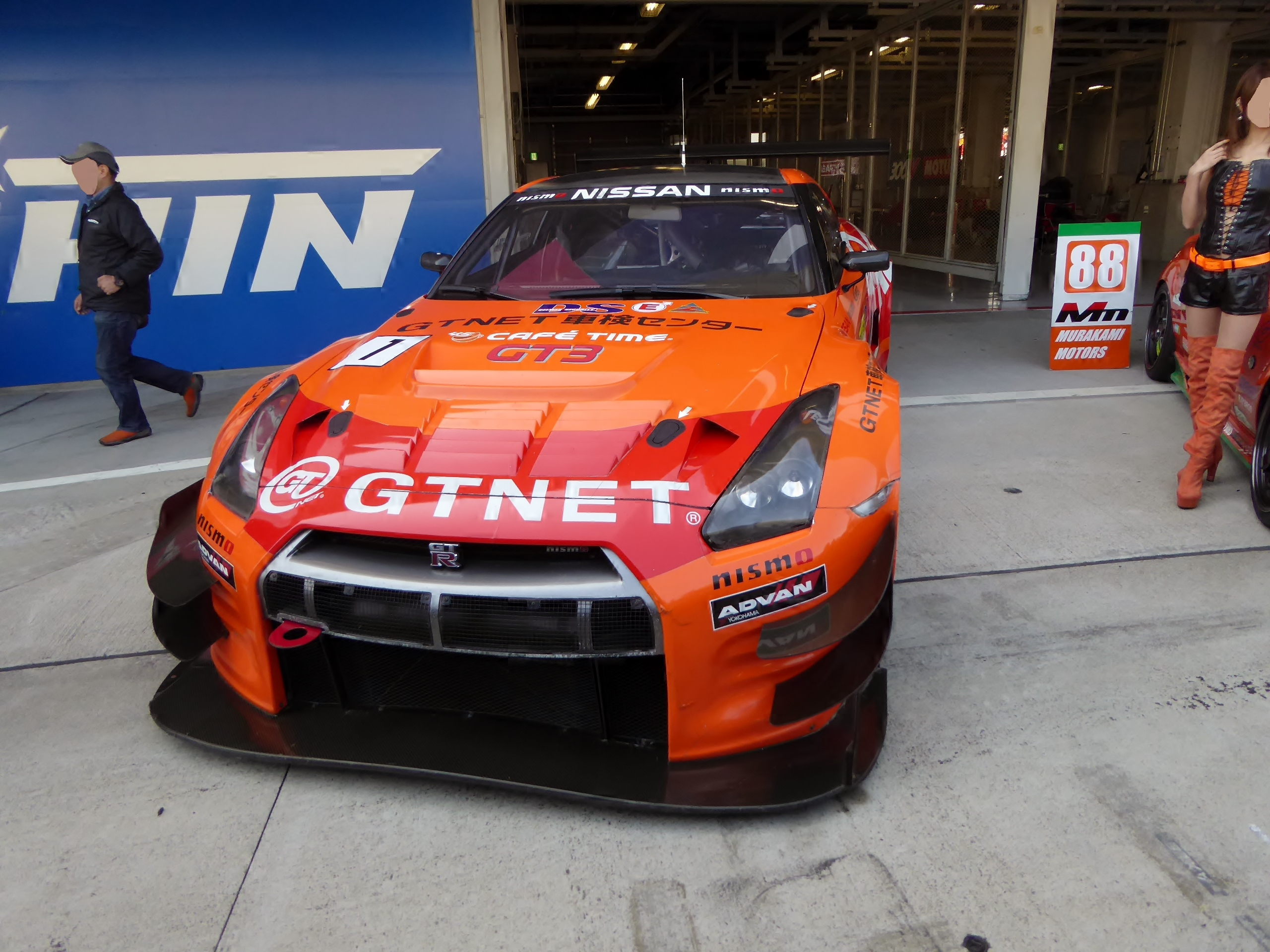
ST-Xクラス車両の例 GTNET ADVAN NISSAN GT-R

ST-TCR
2017年より新設されたTCR規格車両により争われるクラス。開幕戦のみ「ST-R」という名称だったが、開幕直前にスーパー耐久機構とTCRインターナショナルシリーズのプロモーターとの提携が成立したため、第2戦より現名称に変更された。初年度はアウディ・RS3、ホンダ・シビックタイプR、フォルクスワーゲン・ゴルフが参戦しているが、TCRジャパンとの競合もあってエントリーが減少、2023-4年は全戦エントリーが0台となるほど追い込まれていたが、2024年をもってTCR-Jが終了したため2025年には年間エントリーが復活し、FL5ホンダ・シビックタイプRやアウディ・RS3 LMS、ヒョンデ・エラントラ、セアト・レオン クプラがエントリーしている。
ST-Z
2017年より新設されたグループGT4公認車両により争われるクラス。
日本でGT4車両が使用できるレースがスーパー耐久のみ、かつ車両価格も安価で車両はパッケージで購入可能。5穴ハブ仕様等、ST1～5クラス同等の設備投資で済むと参戦障壁が非常に低く、ST-5に継ぐ参戦台数となっている。
主にトヨタ・GRスープラやフェアレディZ、メルセデスAMG・GT、アウディ・R8、ポルシェ・718ケイマンが参戦。かつてはジネッタ・G55もテクノファーストから参戦していた。
ST-Q
2021年より新設された『STOが参加を認めたメーカー開発車両、または各クラスに該当しない車両』により争われるクラス。初年度は2020年シーズンにST1クラスで走行していたトヨタ・GRスープラが参戦した。GRスープラ自体は上記のST-Zクラスに参戦するGT4車両とベースは同一だが、ST-Zの場合シーズン中の（ホモロゲーションに縛られない）マシン開発が困難であるため、STOの協力の下先行開発車として参戦を継続するため本クラスが設けられた。同年の第3戦（富士24時間）からは、トヨタ・カローラスポーツに世界で初めて水素燃料エンジンを搭載した開発研究車両がレースに参戦したとして、一般人の耳目をも集めた。同年11月には、ユーグレナ製のバイオディーゼル燃料を使用したマツダ・MAZDA2も参戦を開始しており、さらに2022年シーズンはスバルが新型BRZカーボンニュートラル燃料を使用する「BRZ CNFコンセプト」で参戦。同じくトヨタも兄弟車であるGR86のカーボンニュートラル燃料車「GR86 CNFコンセプト」で参戦する。またエンドレスのAMG GT4がST-ZではなくST-Qに入っていた事があるが、これはブレーキや足回りが同メーカーのテスト品が使われていて、純粋なGT4規格を満たさないため、「メーカー開発車両」の扱いで編入された物。当初はST-1という案もあったものの、ST-Zの改造車はST-1の理念とは一致しないという事で、ST-Qへと編入された。
2022年途中からはビッグマイナーチェンジが施されたばかりの日産・フェアレディZもCNF仕様で参戦。更にはホンダ・シビックタイプRもCNF仕様で参戦。これによりトヨタ・日産・スバル・マツダ・ホンダのメーカー系チームが集結するという、国内でも非常に稀なクラスとなっており、スーパー耐久への注目度を一躍向上させている。
ST-1
ST-2～ST-5の車両に当てはまらない車両のクラス。市販車改造車だけでなく、ST-XおよびST-Zには該当しないが、レーシングマシンとして販売される他カテゴリーの車両も燃料タンク容量や車重設定等の独自ハンデを与えた上でここに編入されている。
当初は日産・スカイラインGT-Rの独擅場だったが、2003年よりポルシェ・996が特認の形で参戦。同年限りでスカイラインGT-Rが撤退したため、2004年は事実上ポルシェのワンメイク状態だった。この車両は、独ポルシェ社がポルシェ911GT3CSを元にし、レギュレーションに合わせて製造販売した「ポルシェ911 GT3 JGN」というレース専用車両である。
これに対し、2005年より特別パーツを装着した日産・フェアレディZ（Z33）が特認の形で参戦を開始し、2007年にはエンジンの排気量を3,800ccに拡大した「フェアレディZ Version NISMO Type 380RS-Competition」というレース専用車両で参戦しシリーズチャンピオンを獲得した。
同じく2007年には、BMW Mがプロダクションカーレース用に製造したレース専用モデルのBMW・Z4 Mレース・キットカーも参戦している。
2008年、2009年シーズンは、上記のBMW・Z4を元にした「PETRONAS SYNTIUM BMW Z4M COUPE」がST-1クラスを席巻、両年ともクラス年間総合優勝を成し遂げ、2010年シーズンも同クラスで圧倒的な強さを見せつけた。
2010年に富士スピードウェイで開催された第4戦では、NISMOによるテスト参戦ながら日産・GT-Rが初参戦を果たし注目を集めた。NISMOによれば「2011年シーズン以降での、プライベーターチームへの供給に向けたテスト参戦」との事である。その後、岡山国際サーキットで開催された第5戦では、早くもダイシンモータースポーツがGT-Rで10年ぶりの復帰を果たした。決勝ではマシントラブルによるタイヤのパンクに見舞われたものの、クラス6位完走を達成した。
2014年からは、ポルシェ・カレラカップのカップカー、並びに前年にシリーズがスタートしたインタープロトシリーズ用の車両（KURUMA）の参戦が認められることになった。ただ多くのチームがST-XやST-Zクラスに鞍替えしてしまったため、2025年の年間エントリーはDステーションレーシングからポルシェ・911　GT3 カップカーとケーズフロンティアからKTM・クロスボウ GTXの2台にまで減少している。近年はKTMクロスボウのみのエントリーもあった。
ST-2
排気量が2,401 - 3,500ccの四輪駆動、及び2018年から認められた前輪駆動車で争われる。このクラスはベース車両の少なさもあり、長年にわたり、三菱・ランサーエボリューションとスバル・インプレッサ及びスバル・WRXの2車種による戦いが続いていた。
2008年以降インプレッサはスポット参戦となり、事実上ランサーエボリューションのワンメイク状態になり2006年から2012年までランサーがチャンピオンを獲得する状況であったが、2011年にスバルからWRX STI（GVB型）が発売されると、唯一スポットながらスバル車で参戦していた東和インテックレーシングが2012年からフル参戦を開始、たった一台のWRXでの参戦ながら翌2013年には2005年以来のクラスチャンピオンに輝き、以降2019年まで連覇した。2015年にはランサーエボリューションの生産終了によりワンメイク化が危惧されたが、2018年から前輪駆動車がST-2クラスに変更されたことからノプロが2017年にST-3クラスで走らせていたディーゼル＋FFグレードのマツダ・アクセラスポーツを投入。2019年からはFK8型ホンダ・シビックタイプRがスポット参戦という形で参戦。2020年にはトヨタ・GRヤリスも登場し、デビュー年に王者を獲得した事で、徐々に勢力図に変化が起き始めている。更にはFL5型ホンダ・シビックタイプRも参戦。ランサーエボリューションも2025年現在はシンリョウレーシングが2台で参戦している。2022年より、GR86／BRZの販売に伴い排気量下限が2,400ccまで変更になった。
- ST-2車両の例
ミラボエボX

ST-3
排気量が2,401 - 3,500ccの後輪駆動車で争われる。2003年以降は登場したフェアレディZが圧倒的な強さを誇っており、ホンダ・NSX、BMW・M3、マツダ・RX-7らが戦いを挑んでいた。2010年からは日産・フェアレディZ（Z34）がウエイトハンデを搭載するなどの条件で特認を受け、本クラスへの参戦を認められた。本来は欧州を含め該当車両は決して少ないわけではなく、国産車でも2011年にはレクサス・IS、2012年にはレクサス・GSが、2015年にはトヨタ・マークXとレクサス・RC、2020年にはトヨタ・クラウンと数年おきに新たなトヨタ／レクサス車が投入されているが、ベース車両自体が貴重になっているという状況もあり、参加台数が慢性的に少ないという根本的な問題は解決していない。2025年現在では岡部自動車からフェアレディZとトレーシースポーツからRC350のみになっておりそれぞれ2台ずつ参戦している。
2022年度よりGR86／BRZの販売に伴い、下限排気量が変更された。
- ST3クラス車両の例
Muta Racing TWS IS350
- ST3クラス車両の例
埼玉トヨペットGBクラウンRS

ST-4
排気量が1,501 - 2,400cc（駆動方式は問わない）の車で争われる。2006年までは事実上ホンダ・インテグラタイプRのワンメイク状態となっていたが、2007年には新たにホンダ・シビックタイプR（FD2型4Door）が参戦を始めた。また2009年からホンダ・S2000が特認車両という形で、2010年にはホンダ・シビックタイプRの欧州仕様が参戦した。近年このクラスに該当する車種が年々減少傾向にあったが、2012年より発売されたトヨタ・86とスバル・BRZがそれぞれ2012年（前者）、2014年（後者）に参戦を開始し、さらにフィアット・500をベースにしたアバルト695アセットコルセと同車のチューニングを行うG-Techが、コンプリートカーG-Tech Sportster GT/Rでそれぞれ2013年（前者）と2014年（後者）に、2014年にはヴィッツベースのTOYOTA Vitz GRMN ターボの参戦もあって、2014年のエントリーのうち同クラスの参加台数が19～23台とレースの大半を占めるまで増加した。しかし86が猛威を振るうようになると、徐々にバラエティが少なくなっていき、2023年はGR86とNDロードスターRFのみとなった。2025年には上記の2台に加えてNCECマツダ・ロードスターとスズキ・スイフトスポーツが新たに参戦している。
2022年より、GR86／BRZの販売に伴い排気量上限が2,400ccまで変更になった。
- ST4車両の例
Y's distraction 86
- ST4車両の例
ABARTH 695 Asseto Corse
- ST4車両の例
村上モータースMAZDAロードスター
- ST4クラス車両の例
EXPRIDE G-Tech Sportster GT/R

ST-5
排気量が1,500cc以下（駆動方式は問わない）の車で争われる。このクラスのみ「過去10年以内に生産されている車」という規定がある、2022年シーズンでは2011年12月末までに新車として生産されていた車のみが使用可能。
2010年シーズンはトヨタ・ヴィッツだけが参戦する状況だったが、2011年の第3戦・富士戦から、三重県に本拠を置く「バースレーシングプロジェクト（BRP）」からホンダ・フィットが参戦。2012年はこの2台に加えマツダ・デミオが2台参加。2021年は全体的には特認車であるマツダ・ロードスターが多いものの、前輪駆動と後輪駆動がバランス良く混ざっており、車種のバラエティも多く最下級といえど見ごたえのあるクラスである。
2025年は参戦台数が増加した為、後輪駆動車を「ST-5R」、前輪駆動車を「ST-5F」と駆動方式で区分けされる。ST-5Rクラスは現在は事実上ロードスターのワンメイクレース状態である。

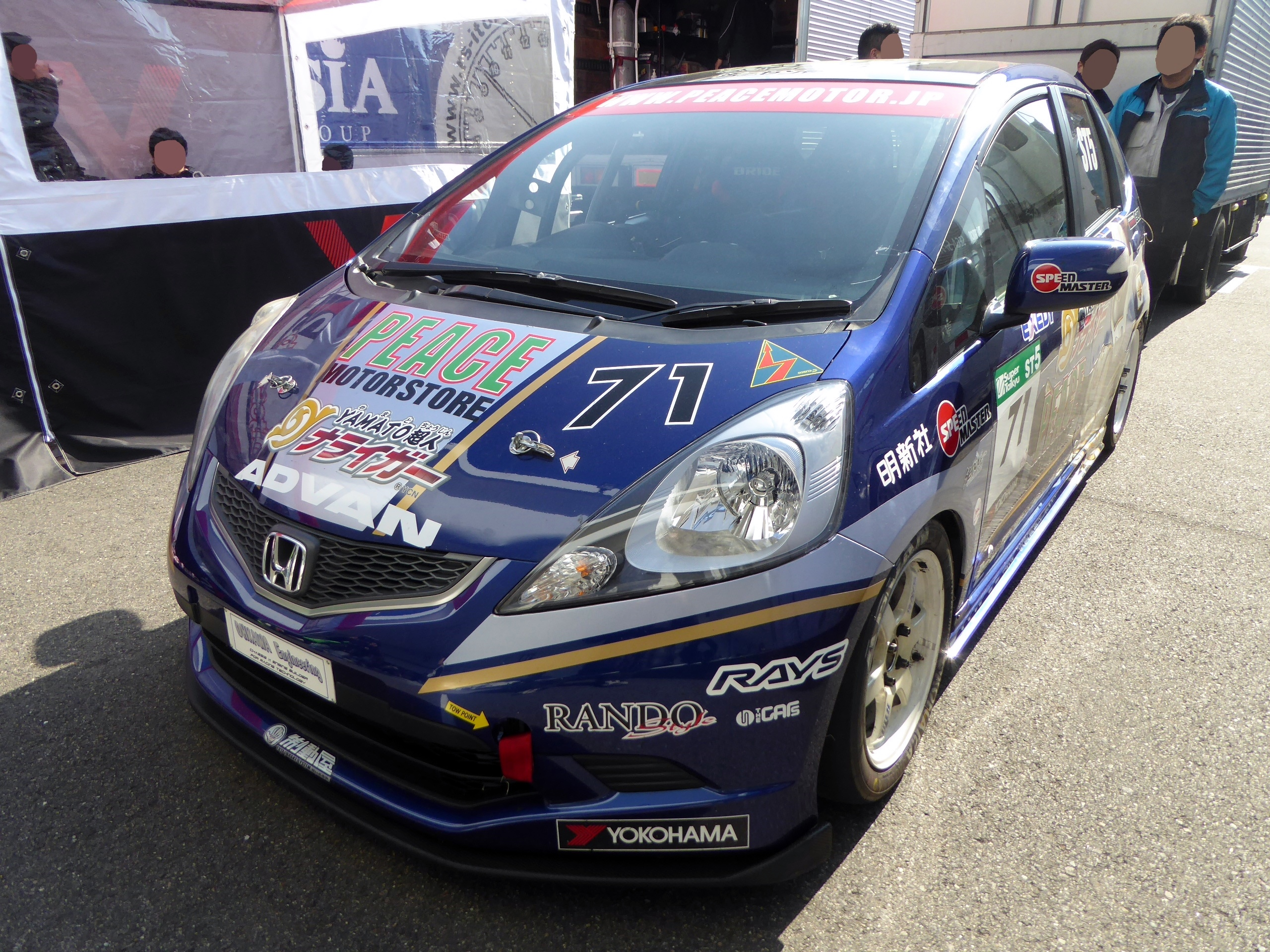
ST5車両の例 ピースMS 制動屋 SPM 大川ENG フィットRS

ST-1クラス以下の5クラスは、規定により7台未満（2014年より）の出走の場合は上のクラスに統合される。ST5はST4に、ST4はST3に、ST3はST2に、ST2はST1に、ST1の場合はクラス不成立となるが、大会において総合順位での賞が設定されていれば参加できる。

### かつて存在したクラス
ST5（グループNプラスクラス）
2005年まで存在したカテゴリ。排気量が2,000cc以下（駆動方式は問わない）という制限はST4と同じだが、ヨーロッパで盛んになっていたグループNの追加改造版、つまりNにプラス改造、という意味で「Nプラス（改造）」と名づけられている。当時はトヨタ・アルテッツァ、ホンダ・インテグラタイプRやホンダ・アコードなどが参戦し、ヨーロッパなどとの国際交流を目指していたが、日本国内の市場動向とヨーロッパの改造規定とが大きく方向を異にしてきた事から、当初の目的は達したとのことで2005年をもってST5は終了した。基本的に改造内容はFIAスーパー2000規定が元である。
STS（ST-スポーツクラス）
実質的に2006年のみ存在したカテゴリー。排気量2,000cc以下の2座席車両によって争われていた。想定されたマシンは、2005年までST3クラスで勝負権の薄かったホンダ・S2000、同年にスポット参戦したロータス・エキシージ、またパーティーレースなどで活躍しているマツダ・ロードスターなど。ただエントリーは各レース2 - 3台程度にとどまった。2007年度からは排気量の上限が2,200ccに変更されたが、結局年間を通じてエントリーは1台もなく、同年をもって消滅した。
ST-A
2011年より、スーパー耐久のイベント内で新たにワンメイク車両のクラスを設定できるようにしたもの。新たにワンメイクレースを立ち上げようとする主催者を支援する目的で設置され、クラス名称の「A」は「Assist」の意味。対象は原則として現行販売車両で、台数は5台～10台程度を原則とする。実際のクラス名称は対象となる車両ごとに別々のものとなる。ただし実際にこのクラスに該当する車両の参戦はなく事実上企画倒れに終わり、2013年限りでレギュレーションからも消滅した。

## 開催スケジュール

### 2025年シーズン
|       | 開催日             | 開催サーキット                                 | 参加クラス                         | 決勝レース時間 | 備考                                                              |
| ----- | ------------------ | ---------------------------------------------- | ---------------------------------- | -------------- | ----------------------------------------------------------------- |
| 第1戦 | 3月22日（レース1） | モビリティリゾートもてぎ                       | ST-Z,ST-TCR,ST-4,ST-5F,ST-5R       | 各日4時間      | クラス別2レース制、共に予選・決勝は同日 ST-ZとST-4は2日間連続参戦 |
| 第1戦 | 3月23日（レース2） | モビリティリゾートもてぎ                       | ST-X,ST-Z,ST-Q,ST-1,ST-2,ST-3,ST-4 | 各日4時間      | クラス別2レース制、共に予選・決勝は同日 ST-ZとST-4は2日間連続参戦 |
| 第2戦 | 4月26日 – 27日     | 鈴鹿サーキット                                 | ST-TCR及びST-2を除く全クラス       | 5時間          |                                                                   |
| 第3戦 | 5月30日 – 6月1日   | 富士スピードウェイ (富士SUPER TEC24時間レース) | 全クラス                           | 24時間         | 夜間走行あり                                                      |
| 第4戦 | 7月5日（レース1）  | スポーツランドSUGO                             | ST-2,ST-5F,ST-5R                   | 各日4時間      | クラス別2レース制、共に予選・決勝は同日                           |
| 第4戦 | 7月6日（レース2）  | スポーツランドSUGO                             | ST-X,ST-Z,ST-TCR,ST-Q,ST-1         | 各日4時間      | クラス別2レース制、共に予選・決勝は同日                           |
| 第5戦 | 7月26日 – 27日     | オートポリス                                   | ST-Z及びST-1を除く全クラス         | 5時間          |                                                                   |
| 第6戦 | 10月25日 – 26日    | 岡山国際サーキット                             | ST-4を除く全クラス                 | 各3時間        | クラス別2レース制                                                 |
| 第7戦 | 11月15日 – 16日    | 富士スピードウェイ                             | ST-5F及びST-5Rを除く全クラス       | 4時間          |                                                                   |

### 2024年シーズン
|       | 開催日                              | 開催サーキット                                 | 参加クラス                                                                                            | 決勝レース時間 | 備考                                                              |
| ----- | ----------------------------------- | ---------------------------------------------- | --- | -------------- | ----------------------------------------------------------------- |
| 第1戦 | 4月20日（グループ2）                | スポーツランドSUGO                             | ST-Z,ST-1,ST-5,ST-Qの一部                                                                             | 各日4時間      | クラス別2レース制、共に予選・決勝は同日 ST-Qは3台ずつに分けて実施 |
| 第1戦 | 4月21日（グループ1）                | スポーツランドSUGO                             | ST-X,ST-2,ST-3,ST-4,ST-Qの一部                                                                        | 各日4時間      | クラス別2レース制、共に予選・決勝は同日 ST-Qは3台ずつに分けて実施 |
| 第2戦 | 5月24日（予選） 25日 - 26日（決勝） | 富士スピードウェイ (富士SUPER TEC24時間レース) | 全クラス                                                                                              | 24時間         | 夜間走行あり                                                      |
| 第3戦 | 7月27日 - 28日                      | オートポリス                                   | ST-X,ST-Z,ST-Q,ST-TCR ST-1,ST-2,ST-4                                                                  | 5時間          |                                                                   |
| 第4戦 | 9月7日 - 8日                        | モビリティリゾートもてぎ                       | ST-2を除く全クラス                                                                                    | 5時間          |                                                                   |
| 第5戦 | 9月28日 - 29日                      | 鈴鹿サーキット                                 | ST-4を除く全クラス                                                                                    | 5時間          |                                                                   |
| 第6戦 | 10月26日 - 27日                     | 岡山国際サーキット                             | 午前（グループ2）：ST-3,ST-4,ST-5,ST-Qの一部 午後（グループ1）：ST-X,ST-Z,ST-TCR,ST-1,ST-2,ST-Qの一部 | 各3時間        | クラス別2レース制 ST-Qは2台ずつに分かれて実施                     |
| 第7戦 | 11月16日 - 17日                     | 富士スピードウェイ                             | 全クラス                                                                                              | 4時間          |                                                                   |

### 2023年シーズン
|       | 開催日          | 開催サーキット                                 | 参加クラス                                                                                       | 決勝レース時間 | 備考                                                                |
| ----- | --------------- | ---------------------------------------------- | ------------------------------------------------------------------------------------------------ | -------------- | ------------------------------------------------------------------- |
| 第1戦 | 3月18日 - 19日  | 鈴鹿サーキット                                 | 全クラス                                                                                         | 5時間          |                                                                     |
| 第2戦 | 5月26日 - 28日  | 富士スピードウェイ (富士SUPER TEC24時間レース) | 全クラス                                                                                         | 24時間         | 夜間走行あり ドライタイヤはブリヂストン、ウエットタイヤはハンコック |
| 第3戦 | 7月8日 - 9日    | スポーツランドSUGO                             | 午前（グループ2）：ST-4,ST-5,ST-Qの一部 午後（グループ1）：ST-X,ST-Z,ST-1,ST-2,ST-Qの一部        | 各3時間        | クラス別2レース制 ST-Qは2台ずつに分けて実施                         |
| 第4戦 | 7月29日 - 30日  | オートポリス                                   | ST-1及びST-4を除く全クラス                                                                       | 5時間          |                                                                     |
| 第5戦 | 9月2日 - 3日    | モビリティリゾートもてぎ                       | ST-5を除く全クラス                                                                               | 5時間          |                                                                     |
| 第6戦 | 10月21日 - 22日 | 岡山国際サーキット                             | 午前（グループ2）：ST-3,ST-4,ST-5,ST-Qの一部 午後（グループ1）：ST-X,ST-Z,ST-TCR,ST-1,ST-Qの一部 | 各3時間        | クラス別2レース制 ST-Qは午前3台・午後1台に分かれて実施              |
| 第7戦 | 11月11日 - 12日 | 富士スピードウェイ                             | 全クラス                                                                                         | 4時間          |                                                                     |

### 2022年シーズン
|       | 開催日          | 開催サーキット                                 |
| ----- | --------------- | ---------------------------------------------- |
| 第1戦 | 3月19日 - 20日  | 鈴鹿サーキット                                 |
| 第2戦 | 6月3日 - 5日    | 富士スピードウェイ (富士SUPER TEC24時間レース) |
| 第3戦 | 7月9日 - 10日   | スポーツランドSUGO                             |
| 第4戦 | 7月30日 - 31日  | オートポリス                                   |
| 第5戦 | 9月3日 - 4日    | モビリティリゾートもてぎ                       |
| 第6戦 | 10月15日 - 16日 | 岡山国際サーキット                             |
| 第7戦 | 11月26日 - 27日 | 鈴鹿サーキット                                 |

### 2021年シーズン
|       | 開催日           | 開催サーキット                                 |
| ----- | ---------------- | ---------------------------------------------- |
| 第1戦 | 3月20日 - 21日   | ツインリンクもてぎ                             |
| 第2戦 | 4月17日 - 18日   | スポーツランドSUGO                             |
| 第3戦 | 5月21日 - 23日   | 富士スピードウェイ (富士SUPER TEC24時間レース) |
| 第4戦 | 7月31日 - 8月1日 | オートポリス                                   |
| 第5戦 | 9月18日 - 19日   | 鈴鹿サーキット                                 |
| 第6戦 | 11月13日 - 14日  | 岡山国際サーキット                             |

### 2020年シーズン
2020年シーズンは、2019年新型コロナウイルスの影響から、当初発表された日程から大幅に変更されることになった。また2021年1月23日に開催予定となっていた最終戦は感染拡大により中止に、第5戦までのランキングでシリーズチャンピオンが決定することになった。
| 変更前 | 変更前             | 変更後 | 変更後             | 開催サーキット                                 |
|        | 開催日             |        | 開催日             | 開催サーキット                                 |
| ------ | ------------------ | ------ | ------------------ | ---------------------------------------------- |
| 第3戦  | 6月5日 - 7日       | 第1戦  | 9月4日 - 6日       | 富士スピードウェイ (富士SUPER TEC24時間レース) |
| 第2戦  | 4月25日 - 26日     | 第2戦  | 10月10日 - 11日    | スポーツランドSUGO                             |
| 第6戦  | 10月31日 - 11月1日 | 第3戦  | 10月31日 - 11月1日 | 岡山国際サーキット                             |
| 第5戦  | 9月19日 - 20日     | 第4戦  | 11月21日 - 22日    | ツインリンクもてぎ                             |
| 第4戦  | 8月1日 - 2日       | 第5戦  | 12月12日 - 13日    | オートポリス                                   |
| 第1戦  | 3月21日 - 22日     | 第6戦  | 2021年1月23日      | 鈴鹿サーキット                                 |

### 2019年シーズン
|       | 開催日           | 開催サーキット                                 |
| ----- | ---------------- | ---------------------------------------------- |
| 第1戦 | 3月23日 - 24日   | 鈴鹿サーキット                                 |
| 第2戦 | 4月27日 - 28日   | スポーツランドSUGO                             |
| 第3戦 | 5月31日 - 6月2日 | 富士スピードウェイ (富士SUPER TEC24時間レース) |
| 第4戦 | 7月20日 - 21日   | オートポリス                                   |
| 第5戦 | 9月14日 - 15日   | ツインリンクもてぎ                             |
| 第6戦 | 11月9日 - 10日   | 岡山国際サーキット                             |

### 2018年シーズン
|       | 開催日           | 開催サーキット                                 |
| ----- | ---------------- | ---------------------------------------------- |
| 第1戦 | 3月31日 - 4月1日 | 鈴鹿サーキット                                 |
| 第2戦 | 4月28日 - 29日   | スポーツランドSUGO                             |
| 第3戦 | 5月31日 - 6月3日 | 富士スピードウェイ (富士SUPER TEC24時間レース) |
| 第4戦 | 7月14日 - 15日   | オートポリス                                   |
| 第5戦 | 9月22日 - 23日   | ツインリンクもてぎ                             |
| 第6戦 | 11月3日 - 4日    | 岡山国際サーキット                             |

### 2017年シーズン
|       | 開催日          | 開催サーキット     |
| ----- | --------------- | ------------------ |
| 第1戦 | 4月1日 - 2日    | ツインリンクもてぎ |
| 第2戦 | 4月29日 - 30日  | スポーツランドSUGO |
| 第3戦 | 6月10日 - 11日  | 鈴鹿サーキット     |
| 第4戦 | 7月15日 - 16日  | オートポリス       |
| 第5戦 | 9月2日 - 3日    | 富士スピードウェイ |
| 第6戦 | 10月14日 - 15日 | 岡山国際サーキット |

### 2016年シーズン
|       | 開催日          | 開催サーキット     |
| ----- | --------------- | ------------------ |
| 第1戦 | 4月2日 - 3日    | ツインリンクもてぎ |
| 第2戦 | 5月14日 - 15日  | スポーツランドSUGO |
| 第3戦 | 6月11日 - 12日  | 鈴鹿サーキット     |
| 第4戦 | 9月3日 - 4日    | 富士スピードウェイ |
| 第5戦 | 10月22日 - 23日 | 岡山国際サーキット |
| 第6戦 | 11月19日 - 20日 | オートポリス       |

### 2015年シーズン
|       | 開催日          | 開催サーキット     |
| ----- | --------------- | ------------------ |
| 第1戦 | 3月28日 - 29日  | ツインリンクもてぎ |
| 第2戦 | 5月23日 - 24日  | スポーツランドSUGO |
| 第3戦 | 7月4日 - 5日    | 富士スピードウェイ |
| 第4戦 | 8月1日 - 2日    | オートポリス       |
| 第5戦 | 9月5日 - 6日    | 岡山国際サーキット |
| 第6戦 | 10月24日 - 25日 | 鈴鹿サーキット     |

### 2014年シーズン
|       | 開催日          | 開催サーキット     |
| ----- | --------------- | ------------------ |
| 第1戦 | 3月29日 - 30日  | ツインリンクもてぎ |
| 第2戦 | 5月24日 - 25日  | スポーツランドSUGO |
| 第3戦 | 7月26日 - 27日  | 富士スピードウェイ |
| 第4戦 | 9月6日 - 7日    | 岡山国際サーキット |
| 第5戦 | 10月25日 - 26日 | 鈴鹿サーキット     |
| 第6戦 | 11月8日 - 9日   | オートポリス       |

### 2013年シーズン
|       | 開催日           | 開催サーキット           |
| ----- | ---------------- | ------------------------ |
| 第1戦 | 4月19日 - 21日   | スポーツランドSUGO       |
| 第2戦 | 5月25日 - 26日   | インジェ・スピーディウム |
| 第3戦 | 7月19日 - 21日   | ツインリンクもてぎ       |
| 第4戦 | 8月10日 - 11日   | 富士スピードウェイ       |
| 第5戦 | 8月31日 - 9月1日 | 岡山国際サーキット       |
| 第6戦 | 9月21日 - 22日   | 鈴鹿サーキット           |
| 第7戦 | 11月9日 - 10日   | オートポリス             |

### 2012年シーズン
|       | 開催日          | 開催サーキット                                           |
| ----- | --------------- | -------------------------------------------------------- |
| 第1戦 | 3月24日・25日   | 富士スピードウェイ                                       |
| 第2戦 | 4月28日・29日   | ツインリンクもてぎ                                       |
| 第3戦 | 5月19日・20日   | スポーツランドSUGO                                       |
| 第4戦 | 8月25日・26日   | 岡山国際サーキット                                       |
| 第4戦 | 8月30日・9月1日 | セパン・インターナショナル・サーキット ※ST-GT3クラスのみ |
| 第5戦 | 10月20日・21日  | 鈴鹿サーキット                                           |
| 第6戦 | 11月10日・11日  | オートポリス                                             |

### 2011年シーズン
2011年シーズンは、同年3月に発生した東北地方太平洋沖地震の影響などから、当初発表された日程が大幅に変更されたため、変更前と変更後の日程を併記する。またその後も福島第一原子力発電所事故の影響から中国ラウンドが事実上中止されるなど、断続的に日程変更が発表されている。
| 変更前     | 変更前         | 変更後           | 変更後         | 開催サーキット                             |
|            | 開催日         |                  | 開催日         | 開催サーキット                             |
| ---------- | -------------- | ---------------- | -------------- | ------------------------------------------ |
| 第2戦      | 5月21日・22日  | 第1戦            | 5月28日・29日  | スポーツランドSUGO                         |
|            |                | 第2戦 Asia Round | 7月2日・3日    | 広東国際サーキット                         |
| 第3戦      | 7月23日・24日  | 第3戦            | 7月23日・24日  | 富士スピードウェイ                         |
| 第4戦      | 8月27日・28日  | 第4戦            | 8月27日・28日  | 岡山国際サーキット                         |
| 第5戦      | 9月17日・18日  | Special Stage    | 9月17日・18日  | 仙台ハイランドレースウェイ                 |
| 第6戦      | 10月22日・23日 | 第5戦            | 10月22日・23日 | 鈴鹿サーキット                             |
| 第7戦      | 11月25日・26日 | 第6戦            | 11月25日・26日 | ツインリンクもてぎ・スーパースピードウェイ |
| 第1戦      | 4月9日・10日   | 第7戦            | 11月27日       | ツインリンクもてぎ                         |
| Asia Round | 6月11日・12日  | 中止             | 中止           | 韓国インターナショナルサーキット           |
| Asia Round | 6月25日・26日  | 中止             | 中止           | オルドス国際サーキット                     |
| Asia Round | 7月2日・3日    | 中止             | 中止           | 北京市街地サーキット                       |

### 2010年シーズン
|               | 開催日                         | 開催サーキット                             |
| ------------- | ------------------------------ | ------------------------------------------ |
| 第1戦         | 3月27日・28日                  | ツインリンクもてぎ                         |
| 第2戦         | 5月8日・9日                    | スポーツランドSUGO                         |
| 第3戦         | 5月29日・30日                  | 鈴鹿サーキット                             |
| 第4戦         | 6月26日・27日                  | 富士スピードウェイ                         |
| Special Stage | 8月5日 - 7日                   | セパン・インターナショナル・サーキット     |
| 第5戦         | 9月4日・5日                    | 岡山国際サーキット                         |
| 第6戦         | 10月16日・17日                 | 仙台ハイランドレースウェイ                 |
| 第7戦         | 11月26日・27日（28日は予備日） | ツインリンクもてぎ・スーパースピードウェイ |

### 2009年シーズン
|            | 開催日                         | 開催サーキット                                           |
| ---------- | ------------------------------ | -------------------------------------------------------- |
| 公開テスト | 3月15日                        | ツインリンクもてぎ                                       |
| 第1戦      | 3月28日・29日                  | ツインリンクもてぎ                                       |
| 第2戦      | 5月9日・10日                   | スポーツランドSUGO                                       |
| 第3戦      | 6月6日・7日                    | 鈴鹿サーキット                                           |
| 第4戦      | 7月18日・19日                  | 十勝インターナショナルスピードウェイ（十勝24時間レース） |
| 第5戦      | 8月1日・2日                    | 富士スピードウェイ                                       |
| 第6戦      | 9月5日・6日                    | 岡山国際サーキット                                       |
| 第7戦      | 10月10日・11日                 | 仙台ハイランドレースウェイ                               |
| 第8戦      | 11月28日・29日（29日は予備日） | ツインリンクもてぎ・スーパースピードウェイ               |

### 2008年シーズン
|            | 開催日         | 開催サーキット                                           |
| ---------- | -------------- | -------------------------------------------------------- |
| 公開テスト | 3月23日        | ツインリンクもてぎ                                       |
| 第1戦      | 4月26日・27日  | 鈴鹿サーキット                                           |
| 第2戦      | 5月17日・18日  | 仙台ハイランドレースウェイ                               |
| 第3戦      | 6月14日・15日  | 富士スピードウェイ                                       |
| 第4戦      | 7月19日 - 21日 | 十勝インターナショナルスピードウェイ（十勝24時間レース） |
| 第5戦      | 9月6・7日      | 岡山国際サーキット                                       |
| 第6戦      | 11月1・2日     | スポーツランドSUGO                                       |
| 第7戦      | 11月15・16日   | ツインリンクもてぎ                                       |

### 2007年シーズン
|            | 開催日         | 開催サーキット                                           |
| ---------- | -------------- | -------------------------------------------------------- |
| 公開テスト | 3月20日        | 鈴鹿サーキット                                           |
| 第1戦      | 4月21日・22日  | 仙台ハイランドレースウェイ                               |
| 第2戦      | 5月12日・13日  | 鈴鹿サーキット                                           |
| 第3戦      | 7月14日・16日  | 十勝インターナショナルスピードウェイ（十勝24時間レース） |
| 第4戦      | 8月4日・5日    | 富士スピードウェイ                                       |
| 第5戦      | 9月1日・2日    | 岡山国際サーキット                                       |
| 第6戦      | 10月27日・28日 | スポーツランドSUGO                                       |
| 第7戦      | 11月10日・11日 | ツインリンクもてぎ                                       |

### 2006年シーズン
|            | 開催日           | 開催サーキット                                           |
| ---------- | ---------------- | -------------------------------------------------------- |
| 公開テスト | 3月23日          | 鈴鹿サーキット                                           |
| 第1戦      | 4月22日・23日    | 仙台ハイランドレースウェイ                               |
| 第2戦      | 5月20日・21日    | 鈴鹿サーキット                                           |
| 第3戦      | 7月15日 - 17日   | 十勝インターナショナルスピードウェイ（十勝24時間レース） |
| 第4戦      | 8月5日・6日      | 富士スピードウェイ                                       |
| 第5戦      | 9月2日・3日      | 岡山国際サーキット                                       |
| 第6戦      | 9月30日・10月1日 | スポーツランドSUGO                                       |
| 第7戦      | 11月11日・12日   | ツインリンクもてぎ                                       |

## イメージガール
スーパー耐久のイメージガールは、毎年ユニットを結成し、レースのPR活動やオリジナルソングの発表などを行っている。かつては「Super Girls」（スーパーガールズ）と称していた。2016年から2021年までは、本シリーズにも参戦している「D'station Racing」のレースクイーンである「D'station フレッシュエンジェルズ」が、シリーズ全体のイメージガールを兼任する形となっていた。
| 通番   | 年度          | ユニット名                                | メンバー                                                         | 備考 |
| ------ | ------------- | ----------------------------------------- | ---------------------------------------------------------------- | --- |
| 初代   | 1999年        | Super Girls （スーパーガールズ）          | 片瀬ゆき、小笠原みな、伊藤瞳子、樋口エリカ、大高佐知子           | 初めてシリーズイメージガールが結成された。 |
| 2代目  | 2000年        | Super Girls 2000 （スーパーガールズ2000） | 相原りな、榎木らん、遠藤ゆう、北川えり、酒井みよ                 | ホリ・エージェンシーとのコラボにより、応募総数800名の中から選出された。                                                                                             |
| 3代目  | 2001年        | Baccara Five （バカラファイブ）           | 澄谷薫、山口由紀子、内田亜紗子、かわいかおり、大鳥みゆき         | この年からスタイルコーポレーション所属者同士に統一され現在に至る。                                                                                                  |
| 4代目  | 2002年        | moro★star （モロスター）                  | 相沢沙頼、山木まこ、日向美穂、諸岡愛美、加藤綾乃                 | 歴代で唯一、ユニット名に記号（★）が入っている。 |
| 5代目  | 2003年        | 大和撫子 （やまとなでしこ）               | 水嶋真希、小口亜紀、たかひさともこ、山本渚、白川きみよ           | この年から3年続けて漢字名のユニットとなる。 |
| 6代目  | 2004年        | 桜三世 （さくらさんせい）                 | 斉藤優、篠崎まゆ、浅見薫、三浦唯                                 | この年からメンバーが減少傾向になる。 |
| 7代目  | 2005年        | 桜三世’05                                 | 晴菜あい、神谷あん、篠崎まゆ                                     | 篠崎が初めて2年連続のイメージガールに。 歴代の中では珍しくメンバーの名前がひらがな表記となった。                                                                    |
| 8代目  | 2006年        | St.Cherish （セント・チェリッシュ）       | 黒沢琴美、藍原ももよ                                             | 当初は小田島ゆいを含めた3人編成としてスタートしたが、 間もなくして小田島が脱退し2人編成となる。 歴代イメージガール史上最高のユニットとしてS耐終了後も活動を続けた。 |
| 9代目  | 2007年        | Vanilla（バニラ）                         | 佐々木綾美、塚本麻里、水野桃子、戸田奈々                         | 3年ぶりに4人編成となる。 |
| 10代目 | 2008年        | JEWEL（ジュエル）                         | 栗原海、小林麻衣、伊藤友美                                       | 2008年1月に結成し、4月にイメージガールに就任。 伊藤は平成生まれとしては初のS耐イメージガールとなった。                                                              |
| 11代目 | 2009年        | JUICY（ジューシー）                       | 栗原海、渕脇レイナ、有村亜加里、木村亜梨沙                       | 記念すべき10代目で、4人組のユニットという意味を持つ。 栗原は篠崎まゆ以来の2年連続選出となった。                                                                     |
| 12代目 | 2010年        | JUICY（ジューシー）                       | 渕脇レイナ、有村亜加里、木村亜梨沙、桃川祐子                     | 桃川を除く3名が2年連続選出。 ユニット名も前年と同じで、前年の継続という色合いが非常に濃くなった。                                                                   |
| 13代目 | 2011年        | S*CREW（エスクルー）                      | 湯原さき、西山未織、安枝瞳、山岡実乃里                           | 2年ぶりにメンバーを一新。 |
| 14代目 | 2012年        | S*CREW（エスクルー）                      | 胡南侑里、双月南那、安枝瞳、吉口加奈子                           | グループ名は前年と同じ。安枝が2年連続選出となった。 |
| 15代目 | 2013年        | S*CREW（エスクルー）                      | 双月南那、安枝瞳、小田原れみ                                     | 3年連続同一のグループ名を使用。 安枝が3年連続選出と、史上初が2つ重なった。双月も2年連続選出。                                                                       |
| 16代目 | 2014年        | S*CREW（エスクルー）                      | 双月南那、朝陽しおり、安枝瞳、岬ゆうか                           | 4年連続同一のグループ名を使用。 安枝が4年連続選出と、史上初が2つ重なった。双月も3年連続選出。                                                                       |
| 17代目 | 2015年        | Nextyle.（ネクスタイル）                  | 葉山もか、青山愛、白倉有紗、三上夏奈                             | 4年ぶりにメンバー、グループ名を一新。 |
| 18代目 | 2016年        | D'station フレッシュエンジェルズ          | 日野礼香、清瀬まち、森園れん、堀尾実咲                           | 初めて企業名がユニット名に入る。 |
| 19代目 | 2017年        | D'station フレッシュエンジェルズ          | 中村比菜、森園れん、安藤麻貴、小越しほみ                         | |
| 20代目 | 2018年        | D'station フレッシュエンジェルズ          | 林紗久羅、小越しほみ、霧島聖子、中村比菜、宮本りお               | |
| 21代目 | 2019年        | D'station フレッシュエンジェルズ          | 林紗久羅、太田麻美、一瀬優美、横田りか、宮本りお                 | |
| 22代目 | 2020年        | D'station フレッシュエンジェルズ          | 林紗久羅、宮瀬七海、阿比留あんな、引地裕美、霧島聖子             | |
| 23代目 | 2021年        | D'station フレッシュエンジェルズ          | 林紗久羅、宮瀬七海、阿比留あんな、引地裕美、霧島聖子、織田真実那 | |
| 24代目 | 2022年 2023年 | SDGsアンバサダー Swish（スウィッシュ）    | 宮瀬七海、阿比留あんな、松田蘭                                   | 独自のイメージガールが復活。また、完全同一メンバーで2年連続継続するのは初。名前の由来はSDGsの’S’と英語で願いの’wish’を組み合わせたものである。                      |
| 25代目 | 2024年        | SDGsアンバサダー Swish（スウィッシュ）    | 阿比留あんな、松田蘭、夏美晴香                                   | |
| 26代目 | 2025年        | Swish（スウィッシュ）                     | 阿比留あんな、松田蘭、菊池音羽                                   | |